# Présidence chypriote du Conseil de l'Union européenne en 2026
Présidence danoise du Conseil de l'Union européenne en 2025 Présidence irlandaise du Conseil de l'Union européenne en 2026
La présidence chypriote du Conseil de l'Union européenne en 2026 est la deuxième présidence tournante du Conseil de l'UE assurée par Chypre.
Chypre succède au Danemark au siège de la présidence le 1er janvier 2026. La présidence suivante sera assurée par l'Irlande à partir du 1er juillet 2026.

### Référénces
1. ↑  (en) European Union, « COUNCIL DECISION (EU) 2016/1316 of 26 July 2016 »  [PDF], 2 août 2016 (consulté le 2 janvier 2024)